# Antiguos ksurs de Uadane, Chingueti, Tichit y Ualata
Los antiguos ksurs (o “ciudades fortificadas”) de Uadane, Chingueti, Tichit y Ualata, en Mauritania son ciudades fundadas en los siglos XI y XII para responder a las necesidades de las caravanas que atravesaban el Sahara. De centros comerciales y religiosos, estas ciudades se volvieron baluartes de la cultura islámica, testigos de un modo de vida tradicional, centrado en la cultura nómada, de las poblaciones del Sahara occidental. En ellas se encuentran especialmente bien conservado un tejido urbano elaborado entre los siglos XII y XVI, la mezquita en el centro, con minaretes cuadrados, parten de ella las calles estrechas, y sus casas con patio interior, al que se abren.
El conjunto de cuatro ciudades iguales fue inscrito por la Unesco, en 1996, en la lista de los monumentos que son Patrimonio de la Humanidad.
Localizadas en el macizo de Adrar, que atraviesa Mauritania, entre los desiertos de Majabat El Koubra y de Aoukar, Uadane y Chingueti, se encuentran al norte, Tichit y Ualata, al sudeste. Estas ciudades, otrora prósperas, sobreviven hoy con muchas dificultades, no solo por la transformación radical de las rutas comerciales, principalmente por el avance de las arenas del desierto.

## Localización de los ksur
| Código  | Nombre             | Situación                 | Coordenadas                                 |
| ------- | ------------------ | ------------------------- | ------------------------------------------- |
| 750-001 | Ksour de Uadane    | Región de Adrar           | 20°55′44″N 11°37′25″O / 20.92889, -11.62361 |
| 750-002 | Ksour de Chingueti | Región de Adrar           | 20°27′48″N 12°22′0″O / 20.46333, -12.36667  |
| 750-003 | Ksour de Tichit    | Región de Tagant          | 18°25′0″N 9°28′9″O / 18.41667, -9.46917     |
| 750-004 | Ksour de Ualata    | Región de Hodh el Charqui | 17°18′0″N 7°1′59.9″O / 17.30000, -7.033306  |

| Ksur de Uadane* Ksur de Chingueti* Ksur de Tichit* Ksur de Ualata*       |
| Localización de los Antiguos ksurs de Uadane, Chingueti, Tichit y Ualata |